# Stephan Letzel
Stephan Letzel (* 7. Juni 1954 in München) ist ein deutscher Arbeitsmediziner und Universitätsprofessor. 

## Werdegang
Letzel studierte zunächst Maschinenbau an der Technischen Universität München und schloss sein Studium 1982 mit dem Diplom ab. Von 1982 bis 1988 studierte er Medizin an der Universität Erlangen-Nürnberg. 1988 wurde er zum Arzt approbiert. Nach Tätigkeit als wissenschaftlicher Assistent an der Poliklinik für Arbeits-, Sozial- und Umweltmedizin der Universität Erlangen-Nürnberg habilitierte er im Jahr 1994.
Seit 2001 ist er Leiter des Instituts für Arbeits-, Sozial- und Umweltmedizin der Johannes Gutenberg-Universität Mainz. 
Darüber hinaus ist Letzel Vorsitzender des Ausschusses für Arbeitsmedizin (AfAMed) des Bundesministeriums für Arbeit und Soziales und Vizepräsident der deutschen Gesellschaft für Arbeitsmedizin und Umweltmedizin.
Für seine Verdienste um die Arbeitsmedizin und die Förderung des öffentlichen Gesundheitswesens wurde Letzel 2015 mit dem Bundesverdienstkreuz am Bande ausgezeichnet. 2020 erhielt er die Paracelsus-Medaille der deutschen Ärzteschaft.
Letzel war Mitglied des wissenschaftlichen Beirates der Europäischen Forschungsvereinigung für Umwelt und Gesundheit im Transportsektor (EUGT).